# 萊奧尼島
67°36′S 68°21′W / 67.600°S 68.350°W
萊奧尼島是南極洲的島嶼，位於萊德灣入口處，處於阿德萊德島東南面，屬於萊奧尼群島的一部分，最高點海拔高度455米，由讓-巴蒂斯特·夏古率領的法國探險隊發現。